# Центр гуманітарної освіти НАН України
Центр гуманітарної освіти Національної академії наук України — державна науково-дослідна і науково-педагогічна неприбуткова установа з правами юридичної особи, вищий державний навчальний заклад IV рівня акредитації. Науково-методичне керівництво центром здійснює Відділення історії, філософії та права НАН України.

## Загальна інформація
Центр створений в 1991 р., до цього — кафедра філософії, що організована в 1954 р. Головними завданнями центру є: науково-методичне забезпечення вивчення філософії аспірантами і здобувачами установ НАН України відповідно до програми кандидатського іспиту, прийом вступних іспитів з філософії до аспірантури та прийом кандидатських іспитів з філософії; підготовка кадрів вищої кваліфікації в галузі філософських дисциплін через аспірантуру та докторантуру; проведення науково-дослідної роботи; підготовка монографій, посібників, а також чигання лекцій з питань філософії, філософії науки та історії науки, проведення семінарських занять.
Щорічно в центрі філософською підготовкою охоплено понад 700 аспірантів та здобувачів наукового ступеня — громадян України та інших країн.
Структурними підрозділами установи є: кафедра філософії, кафедра філософії науки і культурології, філії при наукових центрах НАН України (Дніпро, Львів, Одеса, Харків).
При центрі працює лабораторія постнекласичних методологій, видаються наукові збірники, досліджуються питання гуманітарної експертизи тощо.

## Керівництво
- Рижко Володимир Антонович — доктор філософських наук. Директор центру
- Таранов Сергій Володимирович — доктор філософських наук. Заступник директора
- Іщенко Юрій Анатолійович — доктор філософських наук. Завідувач наукового відділу
- Волощук Алла Віталіївна — завідувач навчальною частиною[1]